# Mitul Wehrmachtului curat

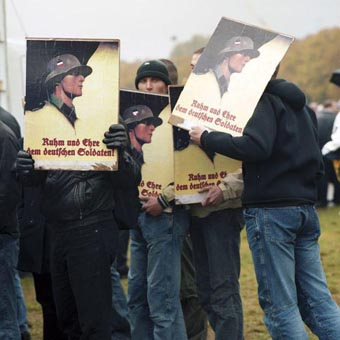
Neonaziști protestatari împotriva expoziției Wehrmacht din 2002. Această expoziție itinerantă, organizată de Institutul de Cercetare Socială din Hamburg, a început să erodeze mitul „Wehrmachtului curat” în ochii publicului german începând cu anul 1995. Pe pancartele protestatarilor se citește „Glorie și onoare pentru soldatul german!”

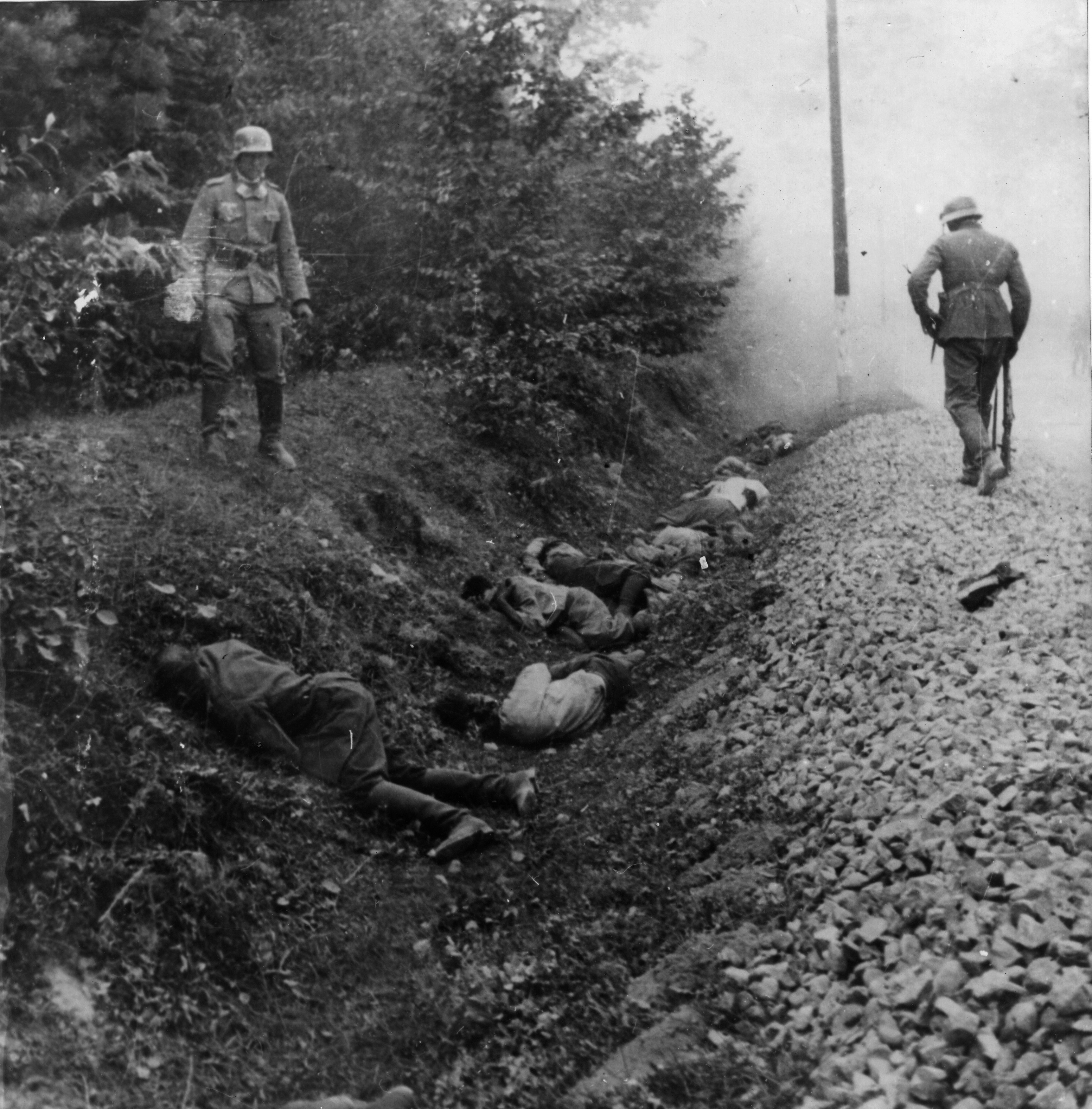
Aproximativ 300 de prizonieri de război polonezi au fost uciși de soldați ai Regimentului 15 de infanterie motorizată germană în Masacrul de la Ciepielów la 9 septembrie 1939.

Mitul Wehrmachtului curat (în germană Mythos der sauberen Wehrmacht) este noțiunea negaționistă conform căreia forțele armate germane regulate (Wehrmacht) nu ar fi fost implicate în Holocaust sau alte crime de război în timpul celui de-al Doilea Război Mondial. Mitul, promovat intens după cel de-al Doilea Război Mondial de autorii și de personalul militar german, neagă complet vinovăția comandanților militari germani în planificarea și săvârșirea crimelor de război. Chiar și atunci când a fost recunoscută săvârșirea de crime de război și desfășurarea unei campanii de exterminare, în special în Uniunea Sovietică –  a cărei populație era considerată de naziști drept „suboameni” conduși de conspiratori ai „evreilor-bolșevici” –  ele sunt atribuite „corpului de soldați ai partidului”, Schutzstaffel (SS), dar nu și armatei germane regulate.
Mitul a început în timpul războiului, fiind promovat  de propaganda oficială a Wehrmachtului și de către soldați de toate gradele, care au încercat să își prezinte acțiunile în cea mai bună lumină posibilă. Pe măsură ce perspectivele de victorie se estompau, acești soldați au început să se prezinte ca victime. După înfrângerea Germaniei, verdictul Tribunalului Militar Internațional (1945-1946), care a eliberat mai mulți acuzați, a fost prezentat în mod eronat ca exonerând Wehrmachtul. Franz Halder și alți lideri ai Wehrmachtului au semnat memorandumul generalilor intitulat „Armata germană din 1920 până în 1945”, care prezenta elementele-cheie ale mitului, încercând să disculpe Wehrmachtul de crimele de război. 
Aliații occidentali victorioși erau din ce în ce mai preocupați de Războiul Rece cu fostul lor aliat, Uniunea Sovietică, și doreau ca Germania de Vest să înceapă să se reînarmeze pentru a contracara ceea ce era percepută ca o amenințare sovietică. În 1950 cancelarul vest-german Konrad Adenauer și foști ofițeri s-au întâlnit în secret la Mănăstirea Himmerod ca să discute despre reînarmarea Germaniei de Vest. În timpul acestei întâlniri s-a convenit asupra Memorandumului de la Himmerod. Acest memorandum stabilea condițiile în care Germania de Vest se va reînarma: criminalii lor de război trebuie eliberați, „defăimarea” soldatului german trebuie să înceteze și opinia publică occidentală cu privire la Wehrmacht trebuie să fie îmbunătățită. Președintele SUA, Dwight D. Eisenhower, calificase anterior Wehrmachtul drept nazist, însă profunda sa îngrijorare cu privire la dominația sovietică în Europa de Est l-a determinat să revină asupra deciziei și să faciliteze reînarmarea Germaniei de Vest. Britanicii au devenit reticenți față de continuarea proceselor criminalilor de război și au eliberat mai devreme criminalii deja condamnați. 
În timp ce Adenauer dorea să câștige voturile veteranilor și promulga legi de amnistie, Franz Halder a început să lucreze pentru Divizia de Istorie a Armatei Statelor Unite. Rolul său a fost să adune și să supravegheze foști ofițeri ai Wehrmachtului pentru crearea unui raport operațional în mai multe volume al Frontului de Est. El a supravegheat scrierile a 700 de foști ofițeri germani și a diseminat mitul prin intermediul acestei rețele. Ofițerii și generalii din Wehrmacht au produs memorii disculpatorii care denaturează datele istorice. Aceste scrieri s-au dovedit extrem de populare, în special memoriile lui Heinz Guderian și Erich von Manstein, și au răspândit și mai mult mitul în rândul unui public german dornic să scape de rușinea nazismului.
Anul 1995 s-a dovedit a fi un punct de cotitură în conștiința publică germană. Expoziția Wehrmacht a  Institutului de Cercetări Sociale din Hamburg, care a prezentat 1.380 de fotografii grafice ale trupelor „obișnuite” ale Wehrmachtului complice la crime de război, a declanșat o dezbatere publică de lungă durată și o reevaluare a mitului. Hannes Heer⁠(d) a scris că crimele de război au fost mușamalizate de cercetători și foști soldați. Istoricul german Wolfram Wette⁠(d) a numit teza „Wehrmachtului curat” un „sperjur colectiv”. Generația din timpul războiului a apărat mitul cu vigoare și hotărâre. Reprezentanții acestei generații au suprimat informații și au manipulat politica guvernamentală. După moartea lor, nu au mai existat motive suficiente pentru apărarea minciunii prin care Wehrmachtul a negat faptul că a participat pe deplin și fără rețineri la în genocidul industrializat al naziștilor.

## Descrierea mitului
„ În timpul celui de-al Doilea Război Mondial, armata germană a contribuit la îndeplinirea ambițiilor rasiale, politice și teritoriale ale nazismului. Mult timp după război, a persistat un mit care susține că armata germană (sau Wehrmacht) nu a fost implicată în Holocaust și în alte crime asociate cu politica nazistă de genocid. Această credință este neadevărată. Armata germană a participat la multe aspecte ale Holocaustului: în susținerea lui Hitler, în utilizarea muncii forțate și în uciderea în masă a evreilor și a altor grupuri vizate de naziști.

Complicitatea armatei s-a extins nu numai la generali și la conducerea superioară, ci și la soldați. În plus, războiul și politica de genocid erau inextricabil legate. Armata germană (sau Heer) a fost cea mai complice ca urmare a faptului că se afla pe teren în campaniile din est ale Germaniei, dar toate ramurile au participat”—Muzeul Memorial al Holocaustului din Statele Unite ale Americii
Wehrmachtul a fost forțele armate combinate ale Germaniei naziste din 1935 până în 1945 – Armata terestră (Heer), Marina (Kriegsmarine) și Forțele Aeriene (Luftwaffe) totalizând aproximativ 18 milioane de oameni Această forță combinată creată la 16 martie 1935 prin Legea Apărării a lui Adolf Hitler introducea serviciul militar obligatoriu în Germania. Aproximativ jumătate din cetățenii germani de sex masculin au efectuat serviciul militar ca recruți sau voluntari:I-57.
Expresia „Wehrmachtul curat” (germană saubere Wehrmacht) înseamnă că soldații, marinarii și aviatorii germani aveau „mâinile curate”. Cu alte cuvinte, se pretinde că ei nu își murdăriseră mâinile cu sângele prizonierilor de război, evreilor sau civililor uciși. Mitul afirmă că numai Adolf Hitler și  Partidul Muncitoresc Național-Socialist German au conceput războiul de anihilare și prin urmare crimele de război au fost comise numai de SS, forța armată specială a Partidului nazist.
În realitate, ofițerii generali din Wehrmacht și mulți militari de rang inferior, până la soldații de rând, au fost participanți voluntari la războiul de anihilare al lui Hitler împotriva a ceea ce naziștii considerau ca fiind dușmanii Germaniei. Trupele Wehrmachtului au fost complice sau au comis numeroase crime de război, ajutând în mod obișnuit unitățile SS cu aprobarea tacită a ofițerilor. După război, guvernul vest-german a încercat în mod deliberat să suprime informațiile referitoare la astfel de crime ca să îi ierte de vină pe foștii criminali de război și să permită reintegrarea lor în societatea germană.

## Contextul istoric general

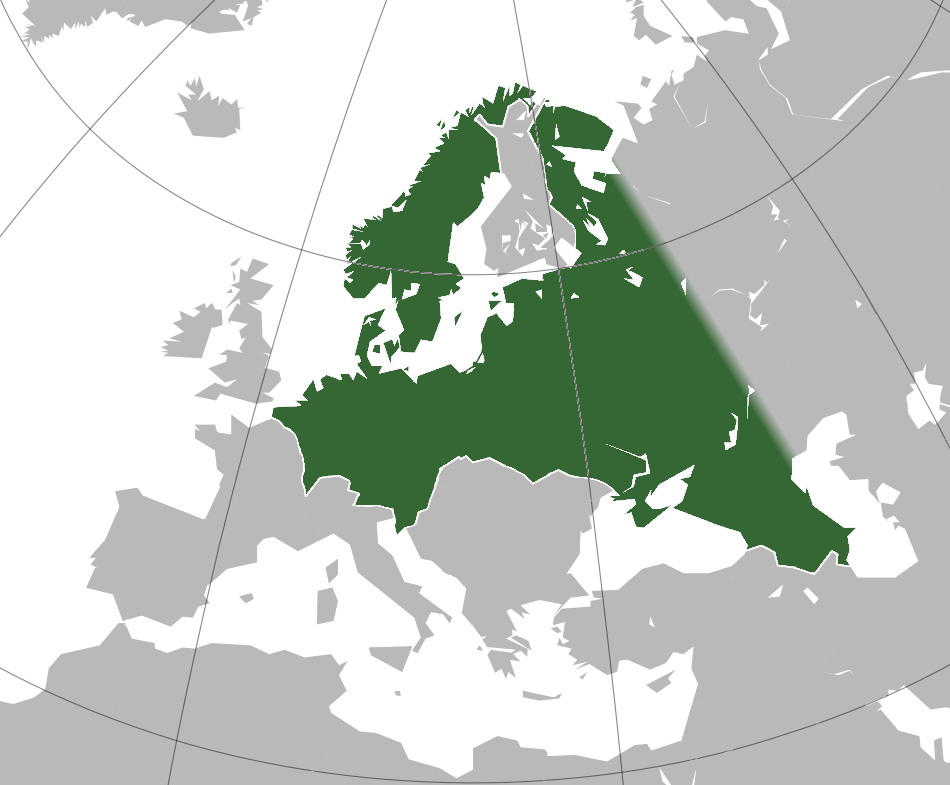
Liderii naziști urmăreau să cucerească teritoriile din Europa de Est, extermine populații slave și colonizeze teritoriul cu coloniști de etnie germană, ca parte a unui „Mare Imperiu Germanic”

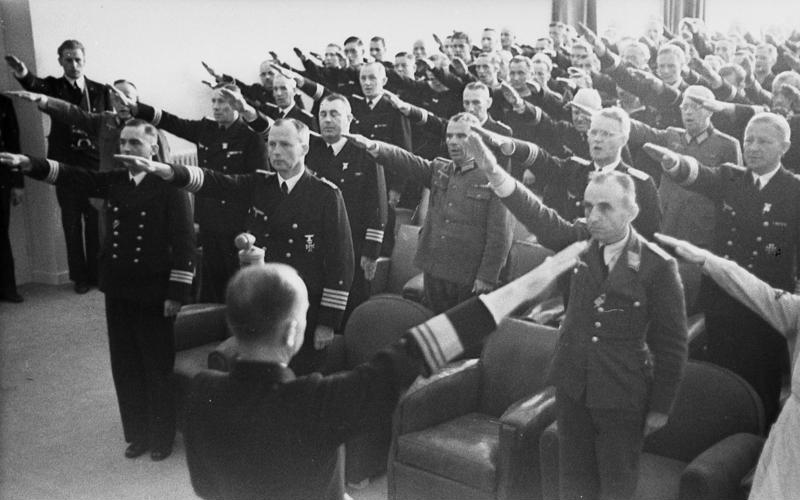
Marele amiral Karl Dönitz și câțiva ofițeri ai Kriegsmarine (ramura navală a Wehrmacht) executând salutul nazist în 1941

### Războiul de exterminare
În timpul celui de-al Doilea Război Mondial, guvernul Germaniei naziste, Înaltul Comandament al Forțelor Armate (OKW) și Înaltul Comandament al Armatei (OKH) au pus împreună bazele genocidului în Uniunea Sovietică. Încă de la început, războiul împotriva Uniunii Sovietice a fost conceput ca un război de anihilare. Politica rasială a Germaniei naziste definea Uniunea Sovietică și Europa de Est ca fiind populate de „suboameni” non-ariani, conduse de conspiratori „iudeo-bolșevici”. Politica nazistă a fost una oficială de ucidere, deportare sau înrobire a majorității rușilor și a alte populații slave în conformitate cu  Planul general pentru răsărit (Generalplan Ost).
Înainte și în timpul Operațiunii Barbarossa, ofensiva germană în Uniunea Sovietică, trupele germane au fost supuse în mod repetat îndoctrinării antibolșevice, antisemite și antirusești. După invazie, ofițerii Wehrmachtului i-au descris pe sovietici soldaților lor ca fiind „suboameni iudeo-bolșevici”, „hoarde mongole”, „potop asiatic” și „bestie roșie” și multe trupe germane au acceptat această ideologie rasistă. Într-un discurs ținut în fața militarilor Armateri a 4-a Panzer, generalul Erich Hoepner⁠(d) s-a făcut ecoul planurilor rasiale naziste, afirmând că războiul împotriva Uniunii Sovietice era „o parte esențială a luptei pentru existență a poporului german” și că „lupta trebuie să vizeze anihilarea Rusiei de astăzi și, prin urmare, trebuie purtată cu o duritate fără precedent”.
Uciderea evreilor era un lucru bine cunoscut în Wehrmacht. În timpul retragerii din Uniunea Sovietică, ofițerii germani au distrus documentele incriminatoare. Soldații din Wehrmacht au colaborat activ cu „echipele morții” paramilitare ale Schutzstaffel (SS), Einsatzgruppe, și au participat la ucideri în masă, precum cea de la Babi Iar. Ofițerii din Wehrmacht au apreciat că relațiile cu Einsatzgruppe erau foarte strânse și aproape cordiale.

### Crimele din Grecia, Polonia, Uniunea Sovietică și Iugoslavia

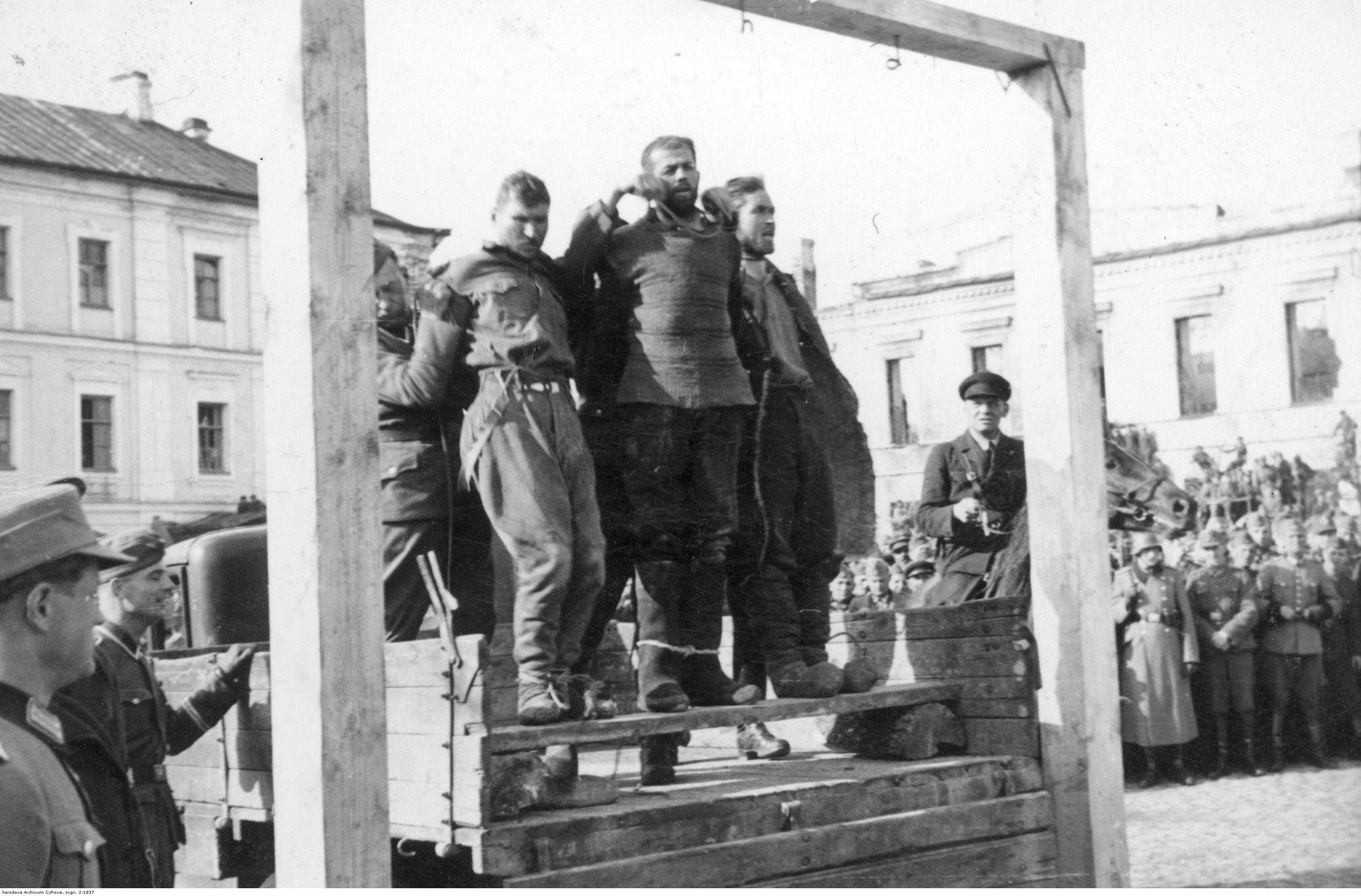
Trei ostatici pe punctul de a fi spânzurați în fața unei mari mulțimi de soldați din Wehrmacht

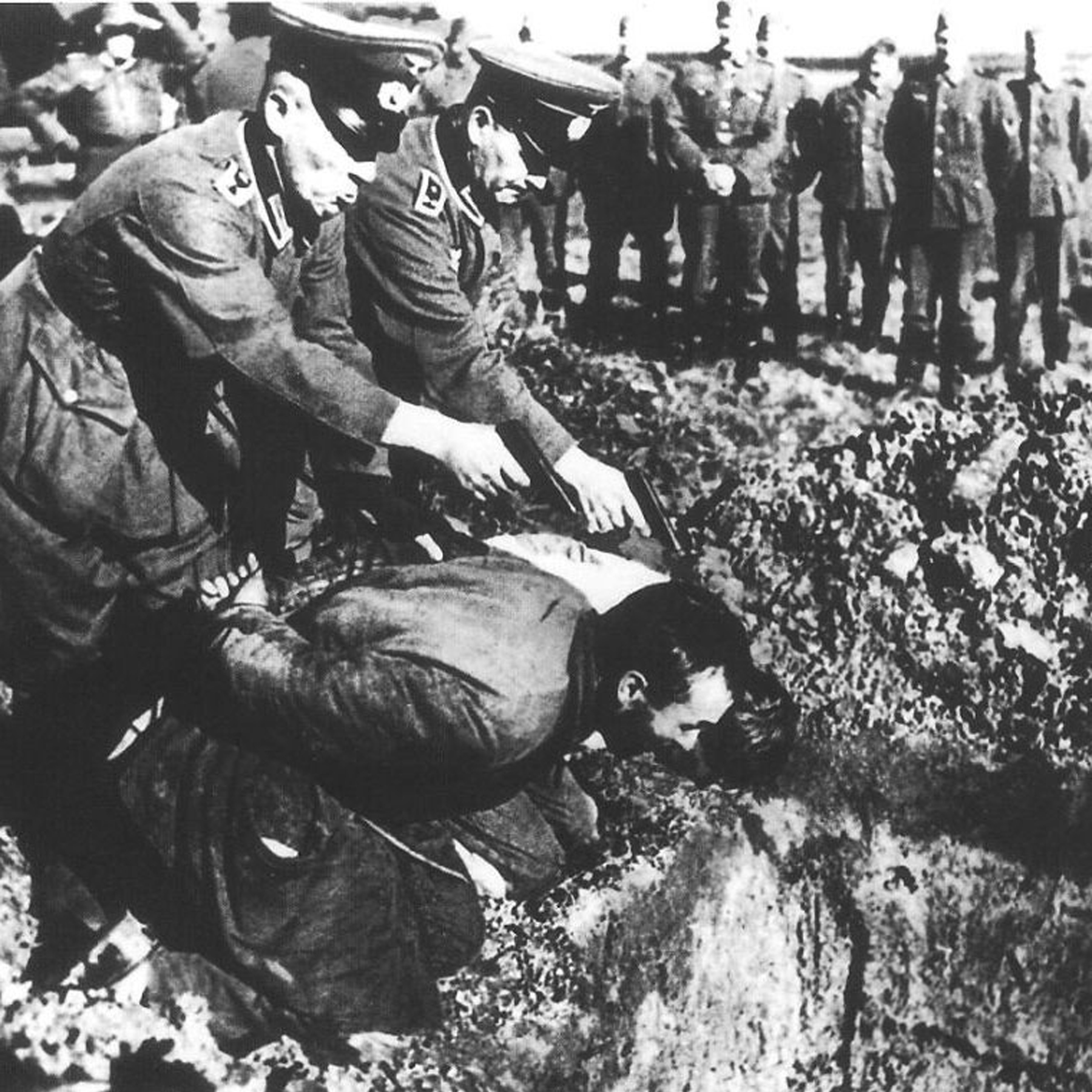
Ofițeri ai Armatei a 16-a executând civili sovietici, 1943

Wehrmachtul a comis crime de război pe întreg continentul, inclusiv în Polonia, Grecia, Iugoslavia și Uniunea Sovietică.
Prima luptă semnificativă pentru Wehrmacht a fost invazia Poloniei de pe 1 septembrie 1939. În aprilie 1939, Reinhard Heydrich, arhitectul  „soluției finale a problemei evreiești”, organizase deja cooperarea între secțiile de informații ale Wehrmachtului și Einsatzgruppe. Participarea Wehrmachtului la uciderea pe scară largă a civililor și partizanilor în Polonia a fost un preludiu al războiului de anihilare din Uniunea Sovietică. În prima zi a invaziei, prizonierii de război polonezi au fost uciși de Wehrmacht la Pilchowice, Czuchów, Gierałtowice, Bojków, Lubliniec, Kochcice, Zawiść, Ornontowice și Wyry⁠(d)(p11). În timpul invaziei, se estimează că Wehrmachtul a executat între 16 000 și 27 000 de polonezi(p16)
Bielorusia sovietică a fost descris ca „cel mai mortal loc de pe pământ între 1941 și 1944”. Unul din trei bieloruși a murit în timpul războiului. Majoritatea evreilor sovietici au trăit într-o zonă din vestul Rusiei cunoscută anterior ca Zona de colonizare. În această zonă, Holocaustul s-a desfășurat mai degrabă în apropierea orașelor decât în centre de exterminare precum Auschwitz. Inițial, Wehrmachtul a fost însărcinată cu sprijinirea Einsatzgruppen în sarcina lor de exterminare completă a populației evreiești. În orașul Krupki⁠(d), armata a condus populația evreiască de aproximativ 1.000 de persoane la aproximativ 1,5km în afara orașului unde și-au întâlnit călăii SS. Cei neputincioși sau bolnavi au fost transportați cu camionul, iar cei care s-au rătăcit au fost împușcați și uciși imediat. Trupele germane păzeau locul și, alături de SS, îi împușcau pe evrei la marginea unei gropi. Krupki a fost un caz tipic: Wehrmacht a fost un partener deplin în uciderea sistematică în masă.

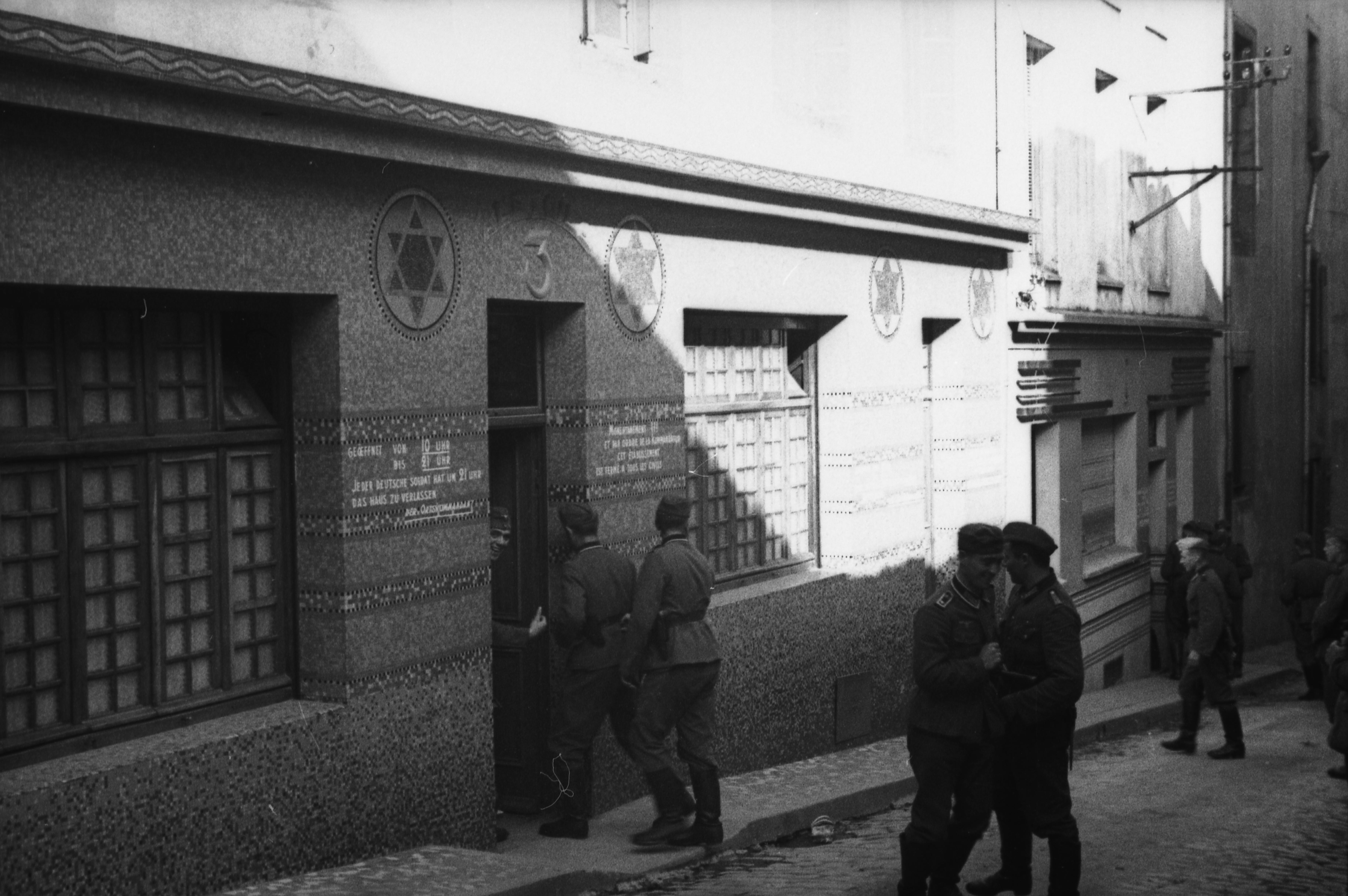
O sinagogă din Franța care a fost folosită ca bordel. Fete de până la 15 ani erau răpite de Wehrmacht pentru a fi folosite ca sclave sexuale

Bordeluri militare germane au fost înființate în cea mai mare parte a Europei ocupate(p34). În multe cazuri din Europa de Est, femeile și fetele adolescente au fost răpite de pe străzi în timpul raziilor autorităților militare și ale poliției germane pentru a fi folosite ca sclave sexuale(pp13-22)(pp33–34). Femeile erau violate de până la 32 de bărbați pe zi la un cost nominal de trei mărci. Un șofer al misiunii Crucii Roșii Elvețiene, Franz Mawick, a scris despre ceea ce a văzut în 1942:
Germanii în uniformă ... privesc fix la femeile și fetele cu vârste cuprinse între 15 și 35 de ani. Unul dintre soldați scoate o lanternă de buzunar și o luminează pe una dintre femei, direct în ochii ei. Cele două femei își întorc fețele palide spre noi, exprimând oboseală și resemnare. Prima are în jur de 40 de ani. «Ce caută târfa asta bătrână pe aici? » - râde unul dintre cei trei soldați. «Pâine, domnule» - răspunde femeia ... «Un șut în fund primești, nu pâine» - răspunde soldatul. Proprietarul lanternei îndreaptă din nou lumina asupra fețelor și trupurilor fetelor ... Cea mai tânără are poate 13 ani ... Îi deschid haina și încep să o pipăie. «Aceasta este ideală pentru pat» - spune el.
Conform unui studiu realizat de Alex J. Kay⁠(d) și David Stahel⁠(d), majoritatea soldaților Wehrmachtului desfășurați în Uniunea Sovietică au participat la crime de război(pp173–194).
Iugoslavia și Grecia au fost ocupate în comun de italieni și germani. Germanii au început imediat persecutarea evreilor, dar italienii au refuzat să coopereze. Ofițerii Wehrmachtului au încercat să facă presiuni asupra omologilor lor italieni ca să oprească exodul evreilor din zonele ocupate de germani. Cu toate acestea, italienii au refuzat. Generalul Alexander Löhr a reacționat cu dezgust, descriindu-i pe italieni ca fiind slabi. El i-a scris lui Hitler un comunicat plin de furie în care spunea că „punerea în aplicare a legilor guvernului croat privind evreii este atât de subminată de oficialii italieni încât în zona litorală –  în special în Mostar, Dubrovnik și Crikvenika –  numeroși evrei sunt protejați de Armata Italiană, iar alți evrei au fost escortați peste graniță către Dalmația Italiană și Italia înseși”.
În Serbia, Wehrmachtul a început uciderea evreilor de la mijlocul anului 1941, independent de SS. În aprilie 1941, în primele zile ale ocupației, Harald Turner⁠(d), șeful administrației militare, a decretat înregistrarea evreilor, munca forțată și starea de asediu pentru aceștia. Acest lucru a culminat cu Geiselmordpolitik, executarea ostaticilor ca represalii ale Wehrmacht-ului pentru insurgență și sabotaj. În septembrie 1942, Wehrmacht a fost, de asemenea, implicat într-un masacru al civililor în Samarica, unde ar fi ucis 480 de „combatanți inamici” și ar fi pierdut un soldat german. În același timp, Wehrmacht'ul' a condamnat acțiuni similare întreprinse de partidul fascist Ustașa din Statul Independent al Croației.

## Începutul mitului

### Memorandumul generalilor
Generalul Franz Halder, șef al Statului Major al OKH între 1938 și 1942, a jucat un rol-cheie în crearea mitului „Wehrmachtului curat”. Originea mitului a fost „Memorandumul generalilor” elaborat în noiembrie 1945 și prezentat la procesul de la Nürnberg. Acesta era intitulat „Armata germană din 1920 până în 1945” și a fost redactat în colaborare de Halder și foștii feldmareșali Walther von Brauchitsch și Erich von Manstein, împreună cu alte personalități militare de rang înalt. Acesta portretiza forțele armate germane ca fiind apolitice și în mare parte nevinovate de crimele comise de regimul nazist. Argumentele memorandumului au fost adoptate ulterior de Hans Laternser⁠(d), avocatul principal al apărării comandanților de rang înalt din Wehrmacht la Procesul Înaltului Comandament. Documentul a fost redactat la sugestia generalului american William J. Donovan⁠(d) din cadrul OSS, care considera Uniunea Sovietică drept principala amenințare globală la adresa păcii mondiale. Donovan a servit ca procuror adjunct la Nüremberg. El și alți reprezentanți ai SUA credeau că procesele nu ar trebui să continue, iar Germania în schimb ar trebui recrutată ca aliat militar împotriva Uniunii Sovietice în Războiul Rece în creștere.

### Grupul de lobby Hankey
În Marea Britanie, Maurice Hankey⁠(d) a fost unul dintre cei mai cunoscuți funcționari publici ai Marii Britanii, ocupând o serie de posturi importante din 1908 până în 1942 și oferind consiliere strategică fiecărui prim-ministru, de la H. H. Asquith la Winston Churchill. Hankey a deplâns procesele pentru crime de război, considerându-le o nedreptate față de soldații care luptaseră onorabil și, de asemenea, o greșeală, deoarece Marea Britanie ar fi putut avea nevoie de foști generali ai Wehrmachtului ca să lupte împotriva Uniunii Sovietice într-un eventual Al Treilea Război Mondial. Deși puțin cunoscut publicului, Hankey a condus un puternic grup de lobby în Marea Britanie în numele generalilor din Wehrmacht precum și al criminalilor de război japonezi. El a corespondat în mod regulat cu Winston Churchill, Anthony Eden, Douglas MacArthur și Konrad Adenauer despre această temă și a discutat personal cu Adenauer în timpul unei vizite la Londra în 1951. Când liderul principalului grup de veterani germani, VdS, amiralul Gottfried Hansen, a vizitat Marea Britanie în 1952 ca să discute cazul Kesselring, prima persoană pe care a vizitat-o a fost Hankey.
Printre membrii grupului lui Hankey se numărau deputatul laburist Richard Stokes, mareșalul Harold Alexander, William Philip Sidney, Francis Aungier Pakenham, William Humble Eric Ward,, Victor Gollancz⁠(d), William Henry Dudley Boyle, Frederic Maugham, avocatul Reginald Paget, istoricii Basil Liddell Hart și J. F. C. Fuller⁠(d) și episcopul de Chichester George Bell. În calitate de maestru al luptelor birocratice interne, cu relații excelente în cadrul cercurilor conducătoare britanice și al mass-mediei, Hankey a fost, în cuvintele istoricului german Kerstin von Lingen, liderul „celui mai puternic” grup de lobby format vreodată în numele generalilor din Wehrmacht. În timp ce Hankey se opunea din principiu judecării camarazilor de arme, unii dintre adepții săi făceau apologia nazismului, precum istoricul militar J. F. C. Fuller⁠(d).
În 1950, după ce feldmareșalul Albert Kesselring a fost condamnat de un tribunal militar britanic pentru că a ordonat masacrarea civililor italieni în perioada 1943-1945, inclusiv masacrul de la Peșterile Ardeatine, Hankey și-a folosit influența pentru ca unul dintre anchetatorii lui Kesselring, colonelul Alexander Scotland⁠(d), să publice o scrisoare în The Times în care punea la îndoială verdictul. Scrisoarea lui Scotland a avut un impact considerabil asupra opiniei publice britanice și a determinat apariției unor cereri de eliberare a lui Kesselring. Hankey și cercul său l-au descris pe Kesselring ca pe un lider cavaleresc care nu era conștient de masacrele comise de oamenii săi și care, dacă ar fi știut, le-ar fi oprit. Ei au susținut că un ofițer atât de eficient și de profesionist ca Kesselring nu s-ar fi înjosit să comită crime de război, deși von Lingen respinge această afirmație.

### Memorandumul Himmerod

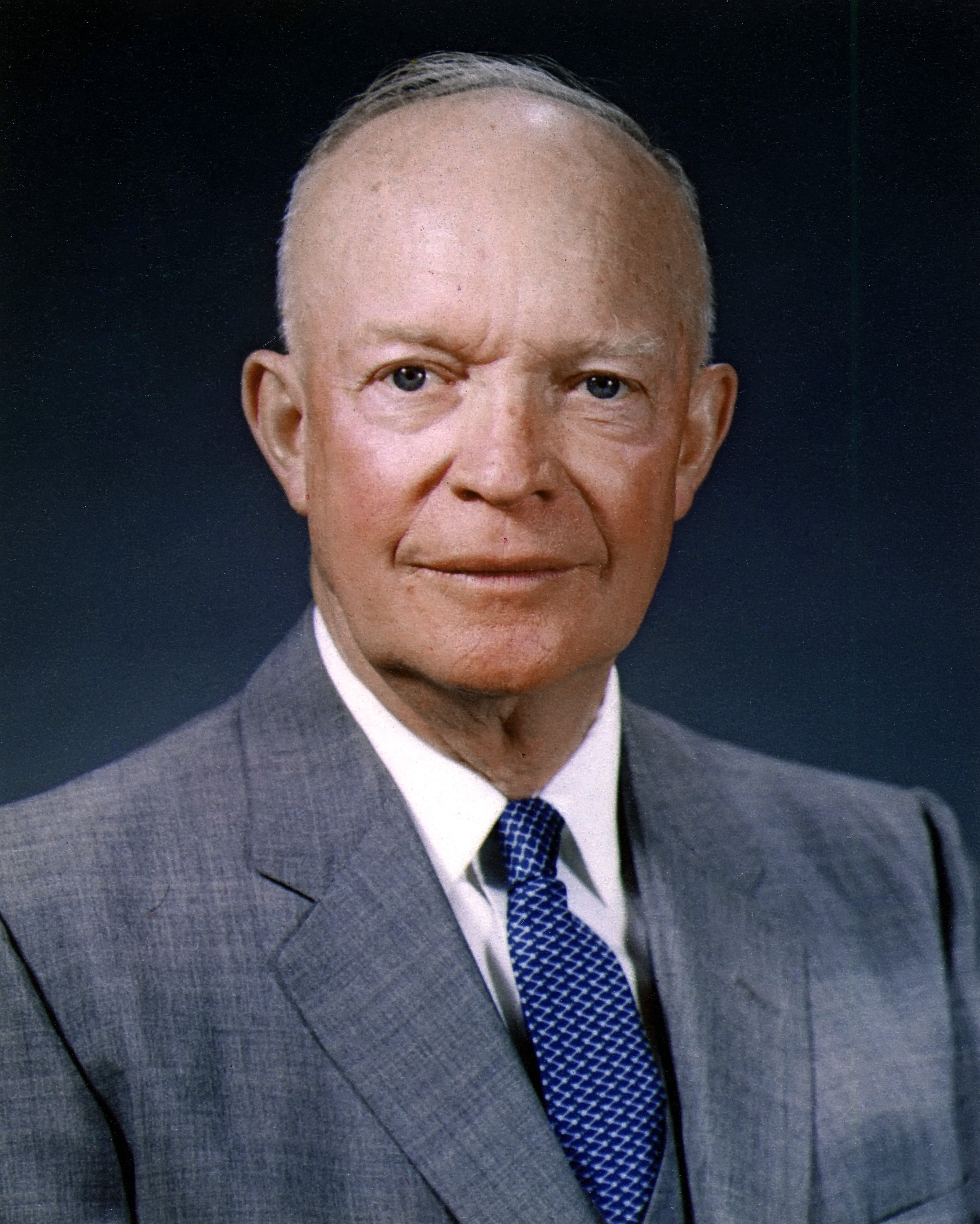
Președintele american Dwight D. Eisenhower și-a schimbat opinia despre Wehrmacht pentru ca să faciliteze reînarmarea Germaniei de Vest

Aliații occidentali erau preocupați de posibilitatea izbucnirii unui război cu Uniunea Sovietică și de declanșarea unei invazii comuniste. În 1950, după începerea Războiului din Coreea, americanilor le-a devenit clar că armata germană va trebui să fie reînființată ca o măsură împotriva amenințării Uniunii Sovietice. Britanicii erau la fel de preocupați de posibilitatea izbucnirii unui război cu Uniunea Sovietică și erau hotărâți să convingă guvernul vest-german să adere la Comunitatea Europeană de Apărare și la NATO.
Konrad Adenauer, cancelarul Germaniei de Vest, a organizat întâlniri secrete între oficialii săi și foști ofițeri ai Wehrmachtului ca să discute despre rearmarea Germaniei de Vest. Întâlnirile au avut loc la Mănăstirea Himmerod între 5 și 9 octombrie 1950 și i-au inclus pe Hermann Foertsch⁠(d), Adolf Heusinger și Hans Speidel⁠(d). În timpul războiului, Foertsch lucrase sub comanda lui Walter von Reichenau⁠(d), un nazist înfocat care a emis Ordinul Severității. Foertsch a devenit unul dintre consilierii pe probleme de apărare ai lui Adenauer
Ofițerii din Wehrmacht au făcut o serie de cereri ca să coopereze la reînarmarea Germaniei de Vest, cereri pe care le-au prezentat în Memorandumul Himmerod: toți soldații germani condamnați pentru crime de război să fie eliberați, „defăimarea” soldatului german, inclusiv a Waffen-SS, să înceteze, urmând să fie luate „măsuri pentru transformarea opiniei publice internă și externă” cu privire la armata germană.
Președintele reuniunilor a sintetizat schimbările de politică externă cerute în memorandum după cum urmează: „Națiunile occidentale trebuie să ia măsuri publice împotriva «caracterizării carea duc prejudicii» foștilor soldați germani și trebuie să distanțeze fostele forțe armate regulate de «problema crimelor de război»”. Adenauer a acceptat memorandumul și a început o serie de negocieri cu cele trei forțe aliate occidentale ca să satisfacă cererile.
Ca răspuns, generalul american Dwight D. Eisenhower, care urma să fie numit în curând  Comandant Suprem al Forțelor Aliate din Europa și viitor președinte al Statelor Unite, și-a schimbat retorica negativă cu privire la Wehrmacht. În ianuarie 1951, el a scris că există „o diferență reală între soldatul german și Hitler și grupul său criminal”. Cancelarul Adenauer a făcut o declarație similară în cadrul unei dezbateri în Bundestag privind articolul 131 din  Legea fundamentală a Republicii Federale Germania (Grundgesetz), constituția provizorie a Germaniei de Vest. El a afirmat că soldatul german a luptat onorabil, atât timp cât „nu s-a făcut vinovat de nicio infracțiune”. Declarațiile lui Eisenhower și Adenauer au remodelat percepția publică occidentală asupra efortului de război german și au pus bazele mitului Wehrmachtului curat.

### Opinia publică din Germania de Vest
Imediat după cel de-al Doilea Război Mondial, germanii au manifestat o mare simpatie pentru criminalii lor de război. Înaltul Comisar britanic din Germania ocupată s-a simțit obligat să reamintească publicului german că cei care comiseseră crime de război fuseseră găsiți vinovați de participarea la torturarea sau uciderea cetățenilor aliați. La sfârșitul deceniului al cincilea și la începutul celui de-al șaselea, un val de cărți și eseuri polemice au cerut libertatea „așa-numiților «criminali de război»”, a căror vinovăție a fost pusă la îndoială de autori. Istoricul german Norbert Frei⁠(d) a scris că simpatia generalizată pentru criminalii de război a fost o recunoaștere indirectă a implicării întregii societăți în național-socialism. Procesele pentru crime de război au reamintit cu durere germanilor obișnuiți sprijinul lor fervent pentru regimul nazist dezastruos, iar disculparea generalilor le-a permis să se distanțeze de acesta. Wehrmachtul a fost o instituție fondatoare esențială a Germaniei, cu origini în Armata Prusacă a „Marelui Elector” Frederich Wilhelm, iar complicitatea armatei cu Hitler a ridicat probleme pentru cei care doreau să prezinte era nazistă drept o „aberație ciudată” din cursul istoriei germane. Atât de mulți germani au servit în Wehrmacht, încât a existat o cerere generalizată pentru o versiune a trecutului care să le permită să „...onoreze memoria camarazilor lor căzuți la datorie și să găsească un sens în greutățile și sacrificiul personal al propriului serviciu militar”. Wette a scris: „...în anii fondatori ai Germaniei de Vest, generația din timpul războiului și-a reconsiderat trecutul și a afirmat cu indignare că inocența era regula”.

## Dezvoltarea mitului

### Climatul politic

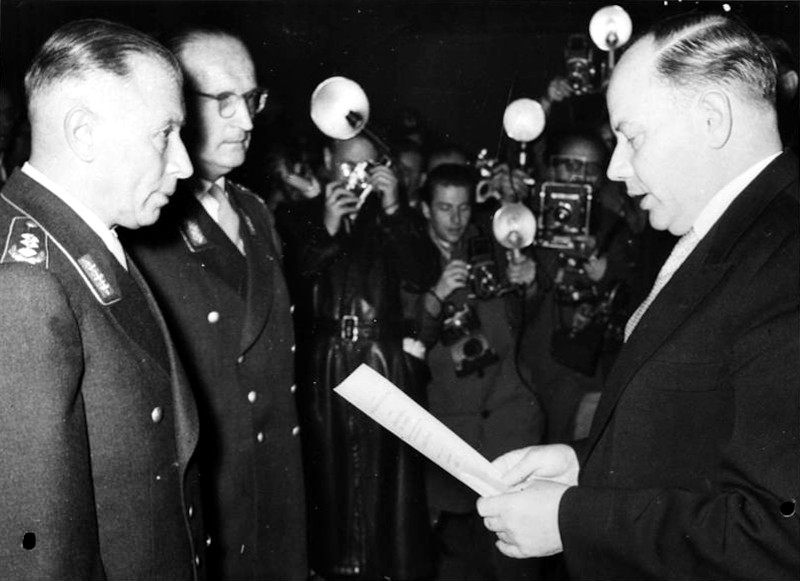
Bundeswehr, forțele armate ale Germaniei moderne, a fost înființată în Germania de Vest în 1955, angajând numeroși veterani ai celui de-al Doilea Război Mondial ca lideri de rang înalt și instructori. Primii opt Inspectori generali ai Bundeswehruluii au fost veterani de război. De la stânga la dreapta – generalul locotenent Adolf Heusinger, generalul Dr. Hans Speidel și ministrul federal al apărării Theodor Blank la prezentarea certificatelor de numire pentru primii 101 voluntari ai Bundeswehr

La începutul anilor 1950, partidele politice din Germania de Vest au preluat cauza criminalilor de război și au intrat într-o competiție virtuală pentru voturile veteranilor de război. A existat un consens politic larg care reprezenta opinia că era „timpul să închidem capitolul”. Cancelarul Germaniei de Vest, Konrad Adenauer, a inițiat politici care au inclus o amnistie, încetarea programelor de denazificare și o scutire de la pedeapsă. Adenauer a curtat voturile veteranilor făcând o vizită extrem intens mediatizată în închisoare criminalilor de război care mai erau încă închiși. Acest gest l-a ajutat să câștige alegerile federale din 1953 cu o majoritate de două treimi. Adenauer a reușit să limiteze responsabilitatea pentru crimele de război la Hitler și la un număr restrâns de „mari criminali de război”. În anii 1950, anchetele penale privind Wehrmachtul au fost oprite și nu a existat nicio condamnare. Miniștrii germani ai justiției promulgaseră o lege privind crimele de război, care, în practică, era interpretată greșit. Adalbert Rückerl, șeful investigațiilor, a interpretat legea în sensul că numai SS, ]SA, gardienii lagărelor de concentrare, criminalii din ghetouri și din lagărele de munca forțată puteau fi anchetați. Mitul era bine înrădăcinat în mintea publicului, iar procurorii germani nu erau dispuși să sfideze starea de spirit națională dominantă și să ancheteze presupușii criminali de război din Wehrmacht. Noile forțe armate germane (Bundeswehr) au fost înființate în 1955 cu membri de seamă ai Wehrmachtului în poziții de conducere. Dacă un număr mare de foști ofițeri din Wehrmacht ar fi fost acuzați de crime de război, Bundeswehrul ar fi fost afectat și discreditat atât în Germania, cât și în străinătate. În urma întoarcerii ultimilor prizonieri de război din captivitatea sovietică, 600 de foști membri ai Wehrmachtului și ai Waffen-SSului au depus un jurământ public la 7 octombrie 1955 în cazarma Friedland, care s-a bucurat de o acoperire mediatică puternică. Jurământul spunea: „[Jurăm] că nu am comis crime, nu am pângărit și nu am jefuit. Dacă am adus suferință și mizerie altor oameni, acest lucru a fost făcut în conformitate cu legile războiului”.

### Memorii și studii istorice
Foști ofițeri germani au publicat memorii și studii istorice care au contribuit la crearea mitului. Arhitectul principal al acestui grup de lucrări a fost Franz Halder. Acesta a lucrat pentru Secția de istorie operațională (germană) a Diviziei istorice a armatei americane și a avut acces exclusiv la arhivele de război germane capturate și depozitate în SUA. El a supravegheat activitatea altor foști ofițeri germani și a exercitat o mare influență. În mod oficial, rolul lui Halder era să adune și să supravegheze ofițerii din Wehrmacht ca să scrie o istorie în mai multe volume a Frontului de Est, astfel încât ofițerii armatei americane să poată obține informații militare despre Uniunea Sovietică. Pe de altă parte, el a formulat și a răspândit mitul „Wehrmachtului curat”. Istoricul german Wolfram Wette a scris că majoritatea istoricilor militari anglo-americani au o puternică admirație pentru „profesionalismul” Wehrmachtului și tind să scrie despre Wehrmachtpe un ton foarte admirativ, acceptând în mare parte versiunea istoriei prezentată în memoriile foștilor lideri ai Wehrmachtului. Wette a sugerat că această „solidaritate profesională” a avut de-a face cu faptul că, pentru o lungă perioadă de timp, majoritatea istoricilor militari din lumea anglofonă tindeau să fie foști ofițeri conservatori ai armatei, care aveau o empatie naturală cu foștii ofițeri conservatori din Wehrmacht, pe care îi identificau ca fiind oameni asemănători lor. Imaginea unei Wehrmacht extrem de „profesionist”, devotat valorilor prusace, care se presupune că erau ostile nazismului, în timp ce dădea dovadă de un curaj și o rezistență supraomenești în fața unor obstacole copleșitoare, în special pe Frontul de Est, este atractivă pentru un anumit tip de istoric. Wette l-a descris pe Halder ca având „o influență decisivă în Germania de Vest în anii 1950 și 1960 asupra modului în care a fost scrisă istoria celui de-al Doilea Război Mondial”.
Diferiți istorici din întregul spectru politic, precum Gordon A. Craig⁠(d), generalul J. F. C. Fuller, Gerhard Ritter⁠(d), Friedrich Meinecke⁠(d), Basil Liddell Hart și John Wheeler-Bennett⁠(d) au considerat de neconceput ca în corpul „corect” de ofițeri din Wehrmacht să fi putut fi exista indivizi implicați în genocid și crime de război. Afirmațiile istoricilor sovietici conform cărora Wehrmachtul a comis crime de război au fost în general respinse ca fiind „propagandă comunistă”. Într-adevăr, în contextul Războiului Rece, însuși faptul că astfel de afirmații erau făcute de sovietici a contribuit la convingerea Occidentului că Wehrmacht-ul s-a comportat onorabil. Opinia multor persoane din Occident care considerau că principalele teatre de război din Europa s-au aflat în Europa de Vest, iar Frontul de Est a fost doar un eveniment secundar, a sporit și mai mult lipsa de interes pentru acest subiect.

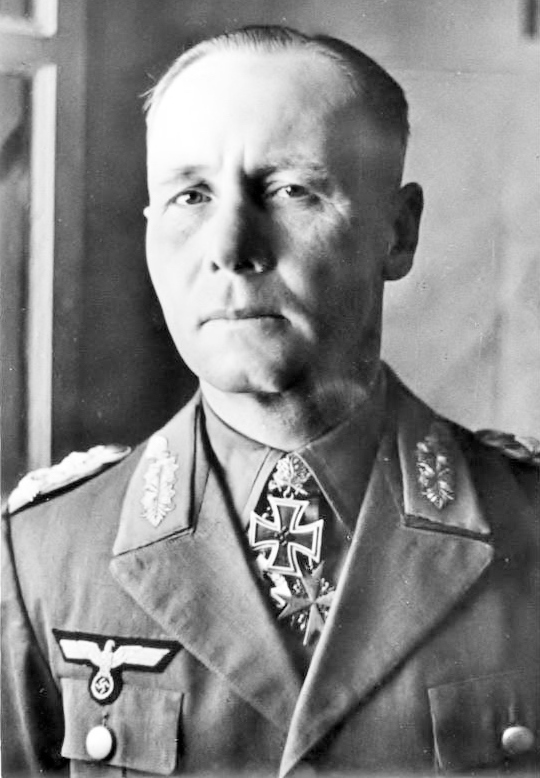
Memoriile lui Erwin Rommel au fost folosite pentru propaganda postbelică

După război, ofițerii și generalii Wehrmacht au publicat o serie de memorii care au întărit mitul Wehrmacht-ului curat. Erich von Manstein și Heinz Guderian au scris memorii care s-au bucurat de un mare succes de vânzări. Memoriile lui Guderian conțineau numeroase exagerări, neadevăruri și omisiuni. El a scris că poporul rus i-a întâmpinat pe soldații germani ca pe niște eliberatori și s-a lăudat cu grija personală pe care a avut-o pentru a proteja cultura și religia rusă. Guderian s-a străduit să obțină eliberarea ofițerilor germani în schimbul sprijinului militar german în apărarea Europei. El a luptat în special pentru eliberarea lui Joachim Peiper, comandantul Waffen-SS găsit vinovat de uciderea prizonierilor de război americani la Masacrul de la Malmedy. Guderian a declarat că generalul Thomas Handy⁠(d), comandantul suprem al Comandamentului Statelor Unite pentru Europa, dorea să-l spânzure pe Peiper și că îl va „telegrafia lui Președintele Truman și îl va întreba dacă este la curent cu această idioțenie”.
Erwin Rommel și amintirile sale au fost folosite pentru schimbarea percepției asupra Wehrmachtului. Memoriile lui Friedrich von Mellenthin⁠(d), Panzerschlachten(Luptele tancurilor), au cunoscut șase tiraje între 1956 și 1976. Memoriile lui Mellenthin folosesc un limbaj rasist, cum ar fi caracterizarea soldatului rus drept un „asiatic târât din cele mai adânci adâncuri ale Uniunii Sovietice”, un „primitiv” și „[lipsit] de orice echilibru religios sau moral adevărat, dispoziția sa alternează între cruzimea bestială și bunătatea autentică”. Memoriile lui Hans-Ulrich Rudel, Pilot de Stuka, au fost vândute în peste un milion de exemplare. În mod neobișnuit, el nu și-a ascuns admirația pentru Hitler. Memoriile lui Rudel descriu aventuri îndrăznețe, isprăvi eroice, camaraderie sentimentală și salvări la limită. Un anchetator american l-a descris drept un ofițer nazist tipic. După război, a plecat în Argentina și a înființat o agenție de salvare a naziștilor numită „Eichmann-Runde”, care l-a ajutat, printre alții, pe Josef Mengele.
Istoricii din afara Germaniei nu au studiat Holocaustul în anii 1960 și aproape că nu au existat studii privind implicarea Wehrmachtului în „Soluția finală”. Istoricul american de origine austriacă Raul Hilberg a constatat că, în anii 1950, o serie de edituri a respins cartea sa, ulterior aclamată de critici,  The Destruction of the European Jews (Distrugerea evreilor europeni). I s-a spus că nimeni în America nu era interesat de acest subiect. Până în anii 1990, istoricii militari care au scris istoria celui de-al Doilea Război Mondial s-au concentrat pe campaniile și bătăliile Wehrmacht-ului, trecând cu vederea politicile genocidale ale regimului nazist. Istoricii Holocaustului și ai politicilor de ocupație ale Germaniei naziste adesea nu au scris deloc despre Wehrmacht.

### Franz Halder

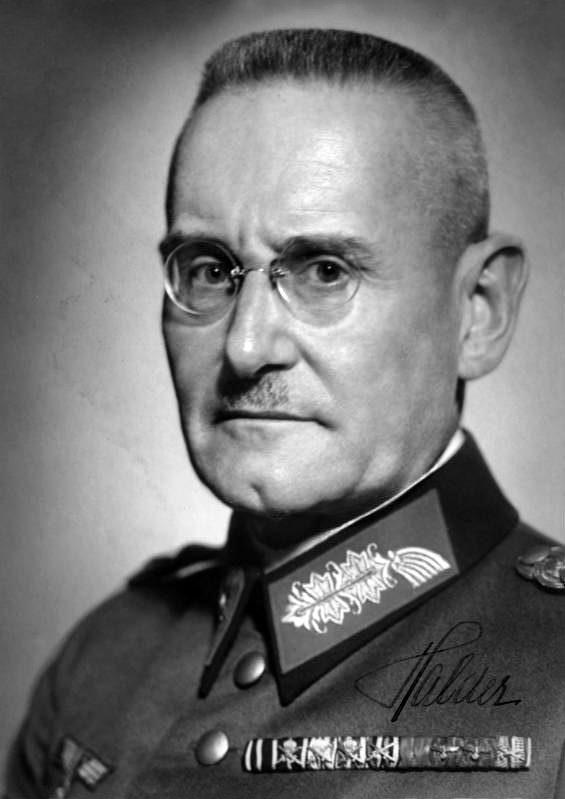
Franz Halder a acoperit crimele Wehrmachtului prin munca sa în cadrul Diviziei istorice a armatei SUA

Pe măsură ce confruntările Războiului Rece avansau, informațiile militare furnizate de secția germană a Diviziei istorice a armatei americane au devenit din ce în ce mai importante pentru americani. Halder a supervizat secțiunea germană a programului de cercetare, care a devenit cunoscută sub numele de „Grupul Halder”. Grupul său a produs peste 2.500 de manuscrise istorice importante de la peste 700 de autori germani diferiți, care au detaliat cel de-al Doilea Război Mondial. Halder a manipulat grupul pentru reinventarea unei alte istorii din timpul războiului folosind adevăruri, jumătăți de adevăruri, distorsiuni și minciuni. El a înființat un „grup de control” format din foști ofițeri naziști de încredere care au verificat toate manuscrisele și au cerut autorilor să schimbe conținutul. Adjunctul lui Halder în cadrul grupului a fost Adolf Heusinger, care lucra, de asemenea, pentru  Gehlen Organization, o organizație de informații militare americane din Germania. Halder se aștepta ca echipele de scriitori să i se adreseze cu apelativul „general” și se comporta ca un ofițer comandant în timp ce se ocupa de manuscrisele lor. Scopul său a fost să îi absolve de vinovăție pentru atrocitățile pe care le-au comis pe militarii armatei germane.
Halder a stabilit o versiune a istoriei pe care toți scriitorii trebuiau să o respecte. Conform acestei versiuni, armata a fost victima lui Hitler și i s-a opus cu fiecare ocazie. Scriitorii trebuiau să sublinieze forma „decentă” de război condusă de armată și să acuze SS pentru operațiunile criminale. Halder s-a bucurat de o poziție privilegiată, deoarece puținii istorici care lucrau la istoria celui de-al Doilea Război Mondial în anii 1950 puteau să obțină informații istorice de la el și de la grupul său. Influența sa s-a extins asupra editorilor de ziare și autorilor. Instrucțiunile lui Halder au fost trimise în josul lanțului de comandă și au fost înregistrate de fostul mareșal Georg von Küchler⁠(d). Acestea spuneau: „Faptele germane, văzute din punct de vedere german, sunt cele care trebuie înregistrate; aceasta va constitui un memorial pentru trupele noastre”, „nu este permisă critica măsurilor ordonate de conducere” și nimeni nu trebuie „incriminat în vreun fel”. În schimb, trebuiau subliniate realizările Wehrmachtului. Istoricul militar Bernd Wegner⁠(d), examinând activitatea lui Halder, a scris: „Scrierea istoriei germane cu privire la cel de-al Doilea Război Mondial și, în special, cu privire la frontul rus, a fost timp de peste două decenii, și în parte până în prezent{ – și într-o măsură mult mai mare decât își dau seama majoritatea oamenilor – , activitatea învinșilor”. Wolfram Wette⁠(d) a scris: „În activitatea Diviziei Istorice au fost acoperite urmele Războiului de Anihilare de care era responsabilă conducerea Wehrmachtului”.
În 1949, Halder a scris Hitler als Feldherr (Hitler ca lider militar), care a fost publicat în 1950. Lucrarea conținea ideile centrale din spatele mitului Wehrmachtului curat care au fost ulterior reproduse în nenumărate istorii și memorii. Cartea descrie un comandant idealizat care este apoi comparat cu Hitler. Comandantul este nobil, înțelept, împotriva războiului din răsărit și liber de orice vină. Hitler este singurul responsabil pentru răul comis. Imoralitatea sa totală este contrastată cu comportamentul moral al comandantului care nu a greșit cu nimic.
Americanii erau conștienți că manuscrisele conțineau numeroase apologii. Cu toate acestea, ele conțineau și informații pe care americanii le considerau importante în cazul unui război între SUA și Uniunea Sovietică. Halder îi pregătise pe foștii ofițeri naziști cum să facă să dispară probele incriminatoare. Mulți dintre ofițerii pe care i-a instruit, precum Heinz Guderian, au continuat să scrie autobiografii care au fost bestselleruri și care au extins atractivitatea apologetică. Halder a reușit să își atingă obiectivul de reabilitare a corpului ofițerilor germani, mai întâi în rândul armatei americane, apoi în cercuri politice din ce în ce mai largi și, în cele din urmă, în rândul a milioane de americani. Ronald Smelser⁠(d) și Edward J. Davies⁠(d) scriind în The Myth of the Eastern Front: The Nazi–Soviet War in American Popular Culture au afirmat „Franz Halder întruchipează mai bine decât orice alt ofițer german de rang înalt diferența dramatică dintre mit și realitate, așa cum a apărut ea după al Doilea Război Mondial”.

### Erich von Manstein

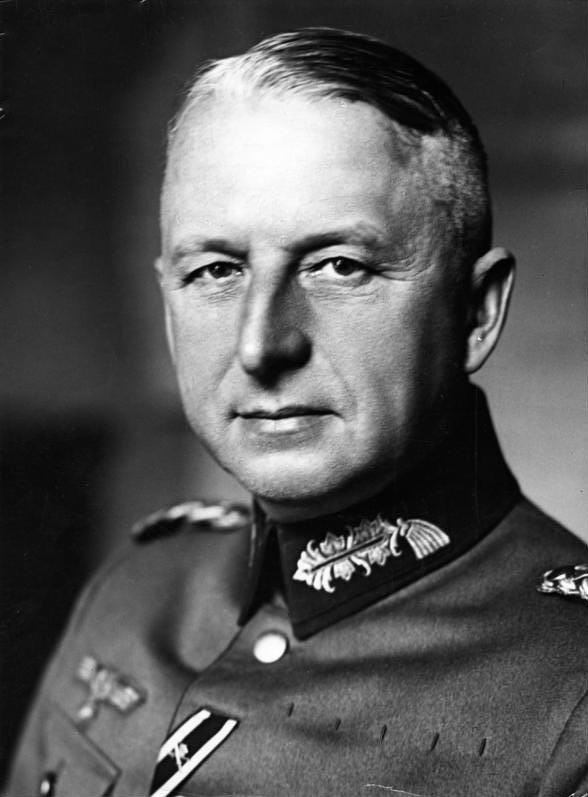
Erich von Manstein, alături de Franz Halder, a jucat un rol esențial în cultivarea mitului Wehrmachtului curat

Erich von Manstein a fost o figură-cheie în crearea mitului Wehrmacht-ului curat. Influența sa a fost aproape la fel de mare ca cea a lui Halder 
După război, misiunea sa declarată pentru întreaga viață a fost să înfrumusețeze memoria Wehrmachtului și să o „curețe” de crimele de război. Reputația sa militară de lider capabil al armatei a făcut ca memoriile sale să fie citite de numeroși oameni, însă acestea au urmat cu fidelitate mitul „Wehrmachtului” curat. Memoriile sale nu discută politică și nu oferă o condamnare a nazismului. Manstein a fost implicat în Holocaust și a avut aceleași opinii antisemite și rasiste ca Hitler. În memoriile sale, Manstein a subliniat relațiile presupus bune pe care armata germană le-a avut cu civilii sovietici. El a scris: „Bineînțeles, nu se punea problema ca noi să jefuim zona. Acesta era un lucru pe care armata germană nu îl tolera”. Adevărul este că, de la început, armata germană a tratat populația cu sălbăticie. Manstein a devenit comandantul general al Crimeii în timp ce era la comanda Armatei a 11-a. În acest timp, trupele sale au cooperat cu Einsatzgruppen și peninsula a devenit „fără evrei” (Judenfrei)⁠(d) – 90.000 până la 100.000 de evrei au fost uciși. Manstein a fost trimis în judecată, condamnat la 18 ani de închisoare pentru comiterea a nouă crime de război. Printre acuzațiile pentru care a fost condamnat se numără: faptul că nu a împiedicat crimele din zona sa de comandă, a împușcat prizonieri de război sovietici, a executat  Directiva pentru tratamentul comisarilor politici (Ordinul Comisarului) și a permis subordonaților să împuște civili sovietici ca represalii. În momentul procesului lui Manstein, tocmai se încheiase prima criză majoră a Războiului Rece, blocada Berlinului. Puterile occidentale doreau ca Germania să înceapă să se reînarmeze pentru a contracara amenințarea sovietică. Vest-germanii au declarat că „niciun soldat german nu va îmbrăca o uniformă atâta timp cât vreun ofițer din Wehrmacht va rămâne în detenție”. În consecință, a început o campanie pentru eliberarea lui Manstein și a celorlalți criminali de război vest-germani încarcerați.
Avocatul lui Manstein în timpul procesului său a fost Reginald Paget⁠(d). William Donovan, care îl ajutase anterior pe Franz Halder, a intervenit și l-a recrutat pe prietenul său Paul Leverkuehn pentru a ajuta apărarea. Paget a contribuit la consolidarea mitului Wehrmachtului curat, a apărat tactica pământului pârjolit afirmând că nicio armată nu va lupta după reguli. El a apărat împușcarea civililor care erau înarmați, dar nu erau implicați în acțiunile partizanilor. Atât în timpul și după proces, Paget a negat că Operațiunea Barbarossa a fost un „război de anihilare”. El a minimalizat aspectele rasiste ale Barbarossa și campania de exterminare a evreilor sovietici. În schimb, el a susținut că „Wehrmachtul a dat dovadă de un mare grad de reținere și disciplină”. Declarația de încheiere a lui Paget a reluat esența mitului Wehrmacht-ului curat, afirmând că „Manstein este și va rămâne un erou în rândul poporului său”. El a reluat politica Războiului Rece prin cuvintele sale: „Dacă Europa de Vest trebuie să fie apărată, acești soldați decenți trebuie să fie camarazii noștri”.
Basil Liddell Hart, istoricul britanic care a fost cel mai influent istoric militar din lumea anglofonă în timpul vieții sale, a susținut mitul „Wehrmachtului curat”, scriind cu admirație nedisimulată despre modul în care Wehrmachtul a fost cea mai puternică mașină de război construită vreodată, care ar fi câștigat războiul dacă Hitler nu ar fi intervenit în desfășurarea operațiunilor. Între 1949 și 1953, Liddell Hart a fost profund implicat într-o campanie de comunicare publică pentru eliberarea lui Manstein, după ce un tribunal militar britanic l-a condamnat pentru crime de război pe Frontul de Răsărit, ceea ce Liddell Hart a numit o gravă eroare judiciară. Procesul lui Manstein a reprezentat un punct de cotitură în percepția poporului britanic asupra Wehrmachtului, deoarece avocatul lui Manstein, deputatul laburist Reginald Paget, a desfășurat o campanie de informare publică bine închegată și energică pentru amnistierea clientului său, implicând în acest proces mulți politicieni și celebrități.
Una dintre celebritățile care s-au alăturat campaniei lui Paget, filosoful de stânga Bertrand Russell, a scris într-un eseu din 1949 că „inamicul de astăzi” era Uniunea Sovietică, nu Germania, și, având în vedere că Manstein devenise un erou pentru poporul german, era necesar ca forțele aliate să îl elibereze pentru a putea lupta de partea lor în Războiul Rece. Liddell Hart s-a alăturat campaniei lui Paget pentru eliberarea lui Manstein și, deoarece Liddell Hart scria adesea despre afaceri militare în ziarele britanice, a jucat un rol-cheie în obținerea libertății lui Manstein în mai 1953. Având în vedere simpatia generală a lui Liddell Hart față de Wehrmacht, el l-a descris în cărțile și eseurile sale pe Manstein ca pe o forță apolitică care nu avea nimic de-a face cu crimele regimului nazist. De altfel, crimele regimului nazist nu au reprezentat un subiect de interes pentru Liddell Hart.
Susținându-l pe Manstein, Paget a prezentat în același timp argumente contradictorii: Manstein și alți ofițeri din Wehrmacht nu știau nimic despre crimele naziste la acea vreme și, în același timp, se opuneau crimelor naziste despre care se presupune că nu știau nimic. Paget a pierdut cazul Manstein în fața tribunalului militar britanic prezidat de generalul-locotenent Frank Simpson, care a constatat că Manstein a sprijinit „războiul de anihilare” al lui Hitler împotriva Uniunii Sovietice, a pus în aplicare Ordinul Comisarului și, în calitate de comandant al Armatei a 11-a, a ajutat Einsatzgruppe C să masacreze evrei în Ucraina, condamnându-l la 18 ani de închisoare pentru crime de război. Cu toate acestea, Paget a câștigat războiul pentru opinia publică, convingând o mare parte a poporului britanic că Manstein a fost condamnat pe nedrept, iar în mai 1953, când guvernul britanic l-a eliberat pe Manstein, acest lucru nu a provocat mari controverse în Marea Britanie. Istoricul britanic Tom Lawson a scris că Paget a fost foarte ajutat de faptul că majoritatea membrilor cercurilor conducătoare britanice simpatiza în mod natural cu elitele tradiționale din Germania, considerându-le oameni asemănători lor, iar pentru membrii „establishmentului” precum arhiepiscopul George Bell simplul fapt că Manstein era un ofițer al armatei germane și un luteran care mergea regulat la biserică „...a fost suficient pentru ca să confirme opoziția sa față de statul nazist și, prin urmare, absurditatea procesului”.
După război, guvernul vest-german a obținut eliberarea criminalilor lor de război. Guvernul britanic, îngrijorat de amenințarea sovietică crescândă, dorea să încurajeze Germania de Vest să se alăture Comunității Europene de Apărare și NATO. Britanicii au decis că eliberarea câtorva criminali de război „emblematici” era un preț care merita plătit pentru a împiedica orice parte a Germaniei de Vest să se alăture estului. Celebrități și istorici britanici s-au alăturat campaniei pentru a obține eliberarea lui Manstein.

### „Cauza pierdută” a Germaniei Naziste
Istoricii americani Ronald Smelser⁠(d) și Edward J. Davies⁠(d) au remarcat asemănările strânse ale mitului „scutului nepătat” al Wehrmachtului cu mitul  Cauzei Pierdute a Confederației, începând cu modul în care foști ofițeri confederați precum Jubal Early⁠(d) și foști ofițeri ai Wehrmachtului precum Franz Halder au fost cei mai activi în promovarea acestor mituri după războaiele lor respective. Ambele mituri glorifică Forțele militare confederate și Wehrmachtul ca fiind organizații de luptă superioare conduse de oameni profund onorabili, nobili și curajoși, care au avut ghinion și care au fost copleșiți de adversari cu efective mai numeroase și mai bine înarmate. La fel cum mitul Cauzei Pierdute i-a portretizat pe liderii confederați drept patrioți americani onorabili, dar rătăciți, care au greșit încercând să destrame Statele Unite, dar care erau totuși oameni admirabili și mari eroi americani, mitul „Wehrmachtului curat” i-a portretizat pe liderii Wehrmachtului drept patrioți germani onorabili, care ar fi greșit luptând pentru Hitler, dar care erau totuși oameni demni de cea mai mare admirație. 
Ambele mituri încearcă să glorifice armatele respective ale Confederației și Germaniei Naziste, în primul rând prezentându-i pe liderii militari ca oameni de cea mai înaltă onoare și, în al doilea rând, disociindu-i de cauzele pentru care au luptat. În cazul Confederației, s-a negat că au luptat pentru supremația albă și sclavie, în timp ce în cazul Wehrmachtului s-a negat că au luptat pentru ideologia „völkisch” a Germaniei Naziste. Ambele mituri au pus accentul pe armatele respective ca forțe de ordine și protecție împotriva haosului provocat de elemente inferioare. În cazul Sudului, perioada Reconstrucției a fost descrisă de mitologii Cauzei Pierdute ca o perioadă de coșmar în care bărbații de culoare eliberați din sclavie se presupune că s-au dezlănțuit într-un val de crime violente în detrimentul populației albe a Sudului, populație albă care în schimb a respectat legea, justificând astfel implicit lupta Confederației. În cazul Germaniei, războiul de pe Frontul de Est este prezentat ca o luptă defensivă eroică pentru protejarea „civilizației europene” împotriva „hoardelor asiatice” ale Armatei Roșii, care au fost întotdeauna prezentate în cei mai sumbri termeni.
Istoricul israelian Omer Bartov⁠(d) a observat că propaganda nazistă din ultimele zile ale dictaturii naziste a prezentat războiul de pe Frontul de Est în termenii cei mai cruzi și extremi, afirmându-se că Wehrmachtul „... apăra omenirea împotriva unei invazii demonice, sperând în același timp să semene disensiuni între Uniunea Sovietică și forțele aliate. Deși nu au reușit să împiedice prăbușirea totală a celui de-al Treilea Reich , aceste eforturi au dat roade într-un alt sens important, deoarece au pregătit terenul pentru eventuala alianță a RFG [Republica Federală Germania] cu Occidentul și au oferit apologeților Wehrmachtului un argument puternic și util din punct de vedere politic, chiar dacă acesta confunda în mod convenabil cauza și efectul”. Și, în cele din urmă, la fel cum mitul „Cauzei Pierdute” a promovat imaginea sclavului negru credincios, fericit să-și servească stăpânii, mitul „Wehrmachtului curat”, a subliniat rolul Armata Rusă de Eliberare și al altor unități colaboraționiste care au luptat alături de Wehrmacht, a oferit în mod similar imaginea slavilor fericiți să îi întâmpine pe soldații Wehrmachtului ca niște eliberatori și salvatori. Concentrânsu-se pe imaginea de eliberator a Wehrmachtului, narațiunea tindea să distragă atenția de la crimele de război comise în Uniunea Sovietică. Implicarea unităților colaboraționiste constituite în Uniunea Sovietică în Holocaust nu a fost niciodată menționată.
Inițial, când operațiunea Barbarossa a fost lansată în 1941, popoarele din Uniunea Sovietică au fost descrise în propaganda nazistă drept untermenschen (suboameni) care amenințau „civilizația europeană” și pentru care nu trebuia să existe nici simpatie, nici compasiune. Începând din 1943, propaganda nazistă s-a schimbat, popoarele din Uniunea Sovietică, cu excepția evreilor, fiind prezentate ca fiind asuprite de „iudeo-bolșevici”, pe care Germania lupta să-i elibereze. Ambele componente ale propagandei naziste s-au regăsit în mitul „Wehrmachtului curat”. Pe de o parte, accentul pus pe atrocitățile comise de soldații „asiatici” ai Armatei Roșii făcea ecou temei propagandei din timpul războiului privind „hoardele asiatice” care distrugeau civilizația. Pe de altă parte, tema  Armatei Vlasov ca aliați ai Wehrmachtului a reluat tema propagandei din timpul războiului, conform căreia războiul împotriva Uniunii Sovietice era o luptă nobilă pentru libertate. În această privință, a existat o diferență în sensul că mitul „Cauzei Pierdute” prezenta sclavi care nu își doreau libertatea, în timp ce, prin contrast, mitul „Wehrmachtului curat” prezenta Wehrmachtul drept eliberator. Cu toate acestea, la fel cum mitul „Cauzei Pierdute” portretiza sclavi supuși care respingeau libertatea pentru că stăpânii lor îi tratau foarte bine, în mitul „Wehrmachtului curat”, nu există niciodată vreo sugestie de egalitate între germani și popoarele sovietice, iar Armata Vlasov este întotdeauna portretizată ca fiind supusă, căutând să primească de la eliberatorii lor germani îndrumare și conducere. Membrii „exotici” ai Armatei Vlasov, cum ar fi cazaci, au fost portretizați ca fiind romantici, dar sălbatici, oameni suficient de demni pentru a fi aliați ai Wehrmachtului, dar nu cu adevărat egali lor.

## Sfârșitul mitului

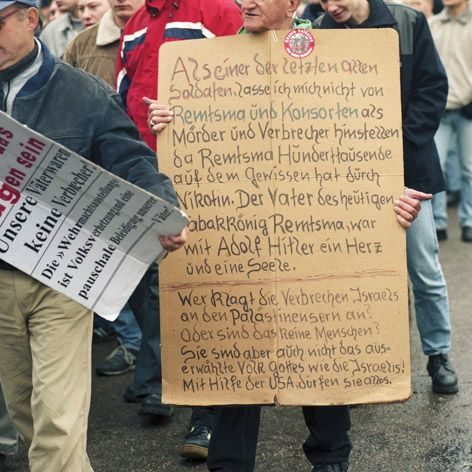
Protestatari împotriva Expoziției Wehrmacht din 2002. Expoziția detalia crimele de război ale Wehrmachtului. Pe unul dintre pancarte se poate citi: „Tații noștri nu au fost criminali”

Mitul Wehrmachtului curat nu a luat sfârșit odată cu un singur eveniment, mai degrabă, a luat sfârșit odată cu o serie de evenimente petrecute de-a lungul mai multor decenii. Mitul a fost dominat în mentalul public în 1975. Omer Bartov a lăudat „eforturile câtorva cercetători germani remarcabili și curajoși” de a contesta mitul începând din 1965. Primul istoric german care a contestat mitul a fost Hans-Adolf Jacobsen în articolul său despre Ordinul Comisarului din cartea Anatomie des SS Staates (Anatomia statului SS) din 1965. În 1969, Manfred Messerschmidt a publicat o carte despre îndoctrinarea ideologică în Wehrmacht, Die Wehrmacht im NS-Staat: Zeit der Indoktrination (Wehrmachtul în statul național-socialist: o perioadă de îndoctrinare), care nu se referea în mod direct la crimele de război, dar contesta afirmația populară a unui Wehrmacht „apolitic” care a scăpat în mare măsură de influența nazistă. Anul 1969 a fost marcat și de publicarea volumului Das Heer und Hitler: Armee und nationalsozialistisches Regime (Armata și Hitler: armata și regimul național-socialist ) de Klaus-Jürgen Muller și studiul NSDAP und „Geistige Führung” der Wehrmacht (NSDAP și „conducerea spirituală” a Wehrmacht-ului) de Volker R. Berghahn, primul referindu-se la relația armatei cu Hitler, iar al doilea la rolul „ofițerilor educatori” în Wehrmacht. În 1978, Christian Streit a publicat  Keine Kameraden. Die Wehrmacht und die sowjetischen Kriegsgefangenen, 1941–1945 (Fără tovarăși. Wehrmachtul și prizonierii de război sovietici, 1941-1945) despre uciderea în masă a trei milioane de prizonieri de război sovietici, care a fost prima carte germană pe această temă. În 1981 au apărut două cărți care tratează cooperarea dintre Wehrmacht și Einsatzgruppen, și anume Die Behandlung sowjetischer Kriegsgefangener im „Fall Barbarossa”. Ein Dokumentation (Tratamentul prizonierilor de război sovietici în „Operațiunea	 Barbarossa”. O documentare) de Alfred Streim, procuror pentru crime de război și Die Truppe des Weltanschauungskrieges: Die Einsatzgruppen der Sicherheitspolizei und des SD, 1938-1942 (Trupele războiului ideologic: Grupurile de intervenție ale poliției de securitate și serviciul de securitate, 1938-1942) de istoricii Helmut Krausnick și Hans-Heinrich Wilhelm. În 1978, Keine Kameraden a lui Streit a dezvăluit responsabilitatea Wehrmachtului pentru moartea a peste 3 milioane de prizonieri de război sovietici. Începând cu 1979, istoricii de la Militargeschichtliches Forschungsamt (Oficiul de Cercetări Militare) au început să publice istoria oficială a Germaniei în cel de-al Doilea Război Mondial, iar volumele succesive au fost foarte critice la adresa liderilor Wehrmachtului.
Istoricii germani critici ai mitului au fost denigrați și li s-a transmis că și-au „murdărit propriul cuib”. În 1986, a început Historikerstreit⁠(d) („Disputa istoricilor”). Dezbaterea a fost susținută prin programe de televiziune și de ziare și edituri. Historikerstreit nu a contribuit cu nicio cercetare nouă, însă eforturile istoricilor conservatori „revizioniști”, precum Ernst Nolte⁠(d) și Andreas Hillgruber⁠(d), au fost marcate de un ton naționalist furios. Nolte și Hillgruber au încercat să „normalizeze” trecutul german, prezentând Holocaustul ca pe o reacție defensivă în fața amenințării Uniunii Sovietice și cerând „empatie” pentru ultima rezistență a Wehrmachtului care a încercat să oprească „potopul asiatic” în Europa. Bartov a numit Historikerstreit o „acțiune de ariergardă” împotriva tendințelor din istoriografia germană. Bartov a observat că până și istoricii care erau critici față de Wehrmacht tindeau să scrie istorie foarte mult în maniera tradițională, și anume privind „de sus”, concentrându-se pe acțiunile liderilor. Tendința istoricilor sociali de a scrie începând cu anii 1970-1980 „istoria de jos”, în special „Alltagsgeschichte” („istoria vieții de zi cu zi”), a deschis noi căi de cercetare prin analizarea experiențelor soldaților germani obișnuiți. Astfel de studii tindeau să confirme ceea ce soldații obișnuiți susțineau că au de înfruntat pe Frontul de Est, datorită propagandei de îndoctrinare – numeroși militari germani îi considerau pe sovietici ca fiind suboameni, ceea ce a dus la ceea ce Bartov a numit „barbarizarea războiului”.
Anul 1995 s-a dovedit a fi un punct de cotitură în conștiința publică germană odată cu deschiderea la Hamburg a Wehrmachtsausstellung („Expoziția Wehrmacht”). Institutul de Cercetări Sociale din Hamburg a inițiat expoziția itinerantă, care a expus crimele de război ale Wehrmachtului unui public mai larg, concentrându-se asupra ostilităților ca război german de exterminare. Expoziția a fost concepută de Hannes Heer⁠(d). Turneul a durat patru ani și a străbătut 33 de orașe germane și austriece. Aceasta a creat o dezbatere de lungă durată și o reevaluare a mitului. Expoziția a prezentat fotografii grăitoare ale crimelor de război comise de Wehrmacht și i-a intervievat pe cei care au luat parte la război. Soldații care au participat la război au recunoscut în mare parte crimele, dar au negat implicarea personală. Unii foști soldați au oferit justificări de tip nazist. Impactul expoziției a fost descris ca fiind exploziv. Publicul german se obișnuise să asocieze „faptele de nedescris” cu imagini ale lagărelor de concentrare și ale SS. Expoziția a prezentat 1.380 de fotografii ale Wehrmachtului complice la crime de război. Fotografiile au fost realizate în mare parte chiar de soldați, în mediul rural, departe de lagărele de concentrare și de SS. Heer a scris: „Creatorii acestor imagini sunt prezenți în propriile lor fotografii – râzând, triumfători sau cu aer de întreprinzători” și „acest loc se află, după părerea mea, în centrul Wehrmachtului lui Hitler, stând în «inima întunericului»”. Heer susține că cele mai multe crime de război au fost mușamalizate de cercetători și foști soldați. A urmat un val de revoltă, odată cu ruperea unui tabu vechi. Organizatorii nu au calculat numărul de soldați care au comis crime de război. Istoricul Horst Möller⁠(d) a scris că numărul era de „multe zeci de mii”.
O confirmare suplimentară a rolului Wehrmachtului a venit odată cu publicarea, în 1996, a 1,3 milioane de telegrame trimise de SS și de unitățile Wehrmacht care operau în Uniunea Sovietică în vara și toamna anului 1941, care au fost interceptate și decriptate de către Government Code and Cipher School⁠(d) britanică și apoi împărtășite cu National Security Agency americană, care a ales să le publice. Bartov a scris: „Deși multe dintre acestea au fost cunoscute înainte, aceste documente oferă mai multe detalii despre începutul Holocaustului și participarea aparent universală a agențiilor germane de pe teren la punerea sa în aplicare”.
În 2000, istoricul Truman Anderson a identificat un nou consens științific axat pe „recunoașterea afinității Wehrmachtului pentru trăsăturile cheie ale viziunii național-socialiste asupra lumii, în special pentru ura sa față de comunism și antisemitismul său”. Istoricul Ben H. Shepherd⁠(d) a scris: „Majoritatea istoricilor recunosc acum amploarea implicării Wehrmachtului în crimele celui de-al Treilea Reich”. În 2011, istoricul militar german Wolfram Wette a calificat teza Wehrmachtului curat drept un „sperjur colectiv”. Generația din timpul războiului a apărat mitul cu vigoare și cu hotărâre. Aceștia au suprimat informațiile și au manipulat politica guvernamentală. Odată cu dispariția lor, nu a mai existat suficientă presiune pentru menținerea minciunii.
Jennifer Foray, în studiul său din 2010 despre rolul Wehrmachtului în ocupația Țărilor de Jos, afirmă că: „Zeci de studii publicate în ultimele decenii au demonstrat că pretinsul dezinteres al Wehrmachtului față de sfera politică a fost o imagine cultivată cu grijă atât de comandanți, cât și de soldați, care, în timpul și după război, au încercat să se distanțeze de campaniile de asasinate ideologice ale național-socialiștilor”.
Alexander Pollak⁠(d), autoarea Remembering the Wehrmacht's War of Annihilation (Amintirea războiului de anihilare al Wehrmachtului), și-a folosit cercetările privind articolele din ziare și limbajul folosit de acestea pentru a identifica zece teme structurale ale mitului. Temele includeau concentrarea asupra unui grup restrâns de vinovați, construirea unui eveniment simbolic de jertfă, Bătălia de la Stalingrad, minimalizarea crimelor de război prin compararea lor cu fărădelegile Aliaților, negarea responsabilității pentru declanșarea războiului, utilizarea relatărilor personale ale unor soldați pentru a extrapola comportamentul întregului Wehrmacht, scrierea de necrologuri și cărți eroice, invocarea naivității soldatului obișnuit și afirmația că ordinele trebuiau executate. Heer și alți autori au ajuns la convingerea că au transmis doar două tipuri de evenimente: cele care ar fi generat un sentiment de empatie față de soldații Wehrmachtului și i-ar fi prezentat drept victime ale lui Hitler, ale OKH sau ale inamicului și cele care implicau crime comise de forțele aliate.
Pollak, examinând temele structurale ale mitului, a declarat că, atunci când vina nu putea fi respinsă, presa scrisă a limitat domeniul de aplicare al acesteia, concentrând vina în primul rând asupra lui Hitler și în al doilea rând asupra SS-ului. În anii 1960, se crease o „nebunie hitleristă”, iar SS erau descriși drept agenții săi nemiloși. Wehrmachtul a fost disociat de implicarea în crime de război. Bătălia de la Stalingrad a fost inventată de către mass-media ca un eveniment în care germanii au fost victime. Aceștia au descris Wehrmachtul ca fiind trădat de conducere și lăsat să moară în frig. Narațiunea s-a concentrat pe soldații individuali care s-au luptat să supraviețuiască, generând simpatie pentru privațiunile și condițiile dure. Războiul de anihilare, Holocaustul și genocidul rasial care au avut loc nu au fost discutate. Mass-media a minimalizat crimele de război germane prin compararea acestora cu comportamentul Aliaților. În anii 1980 și 1990, mass-media a devenit preocupată de  bombardarea Dresdei pentru a susține că Aliații și Wehrmachtul erau la fel de vinovați. Articolele din ziare prezentau în mod obișnuit imagini dramatice ale crimelor Aliaților, dar rareori pe cele ale Wehrmachtului.
Pollak remarcă faptul că onoarea Wehrmachtului este afectată problema taberei care a început războiul. El remarcă faptul că mass-media acuză Marea Britanie și Franța pentru „rușinosul” Tratat de la Versailles, pe care îl consideră drept declanșatorul militarismului german. Ei dau vina pe Uniunea Sovietică pentru semnarea Pactului Molotov-Ribbentrop cu Germania Nazistă, care ulterior l-a încurajat pe Hitler să invadeze Polonia. Unii comentatori au discutat despre necesitatea unui război preventiv, ceea ce presupunea că Uniunea Sovietică ar fi intenționat să invadeze Germania. Presa scrisă a reluat mărturiile soldaților care, deși pot reprezenta o relatare „autentică” a evenimentelor percepute, pot fi interpretate restrictiv și plasate în orice context mai larg. Tragediile „unui soldat” sunt, se presupune, simptomatice pentru „zeci de mii de alții”, în timp ce războiul de anihilare, la care soldatul a luat parte, este ignorat. O temă centrală a mitului este descrierea soldaților ca fiind naivi, apolitici și lipsiți capacitatea mentală necesară pentru înțelegerea motivelor războiului sau a naturii acestuia. Soldații, pentru a le scuza acțiunile, sunt adesea descriși ca fiind forțați să execute ordine, adesea de teama unor pedepse severe. Cu toate acestea, soldații aveau o mare libertate de decizie și își alegeau de cele mai multe ori comportamentul.

### Ordine cu caracter penal

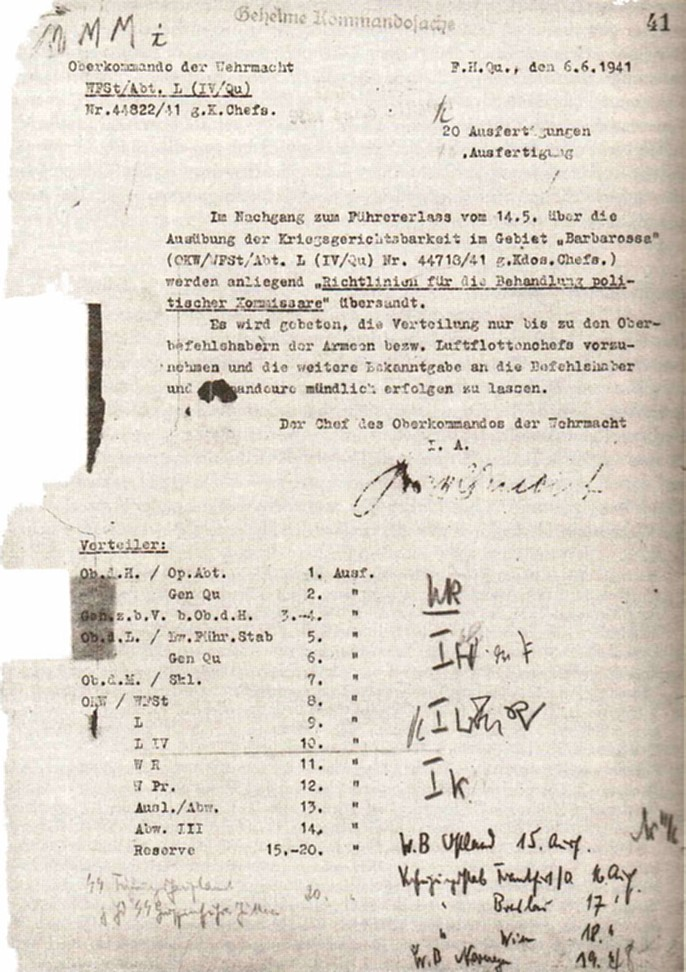
Prima pagină a ordinului comisarului, datat 6 iunie 1941. Negarea de către veteranii Wehrmachtului a participării la acțiunile pentru îndepliniriea Ordinului Comisului a fost piatra de temelie a mitului

În timpul planificării Operațiunii Barbarossa, au fost elaborate o serie de „ ordine cu caracter penal”. Aceste ordine încălcau prevederile dreptului internațional și stabileau coduri de conduită. Ordinul Comisarului și Decretul Barbarossa au permis soldaților germani să execute civili fără teama că vor fi judecați ulterior de către statul german pentru crime de război. Istoricul german Felix Römer⁠(d) a studiat punerea în aplicare a Ordinului Comisarului de către Wehrmacht, publicându-și concluziile în 2008. Acesta a fost primul raport complet al aplicării ordinului de către formațiunile de luptă din Wehrmacht. Cercetările lui Römer arată că peste 80% din diviziile germane de pe Frontul de Est au întocmit rapoarte care detaliau uciderea comisarilor politici ai Armatei Roșii. Conform statisticilor sovietice, 57.608 comisari au fost uciși în acțiune, iar 47.126 au fost dați dispăruți, majoritatea fiind uciși ca urmare a aplicării ordinul.
Römer a redat dovezile care „dovedesc că generalii lui Hitler au fost cei care au executat ordinele sale criminale fără scrupule sau ezitări”. Wolfram Wette, recenzând cartea, notează că obiecțiile sporadice la adresa ordinului nu au fost fundamentale. Ele au fost determinate de necesitatea militară, iar anularea ordinului în 1942 nu a fost „o întoarcere la moralitate, ci o corecție oportunistă a direcției”. Wette concluzionează: „Ordinul Comisarului, care a avut întotdeauna o influență deosebit de puternică asupra imaginii Wehrmachtului din cauza caracterului său evident criminal, fusese în sfârșit clarificat. Încă o dată s-a confirmat observația: cu cât cercetarea pătrunde mai adânc în istoria militară, cu atât imaginea devine mai sumbră”.
În 1941, Wehrmachtul a luat 3.300.000 de soldați sovietici ca prizonieri de război. Până în februarie 1942, două milioane dintre aceștia erau morți. 600.000 au fost împușcați din cauza ordinului comisarului. Majoritatea celorlalți au murit din cauza relelor tratamente criminale. Odată capturați, prizonierii de război sovietici erau duși în țarcuri de detenție unde nu aveau adăpost, nici tratament medical și primeau rații infime. Munca forțată a devenit o condamnare la moarte. Generalul german de intendență Eduard Wagner⁠(d) a declarat: „prizonierii incapabili să muncească în lagărele de prizonieri trebuie să moară de foame”. Friedrich Freiherr von Broich⁠(d), în timp ce era înregistrat în secret la Trent Park⁠(d), și-a amintit de prizonierii de război. El a spus că prizonierii „noaptea urlau ca fiarele sălbatice” din cauza foamei. Adăugând: „Am mărșăluit pe drum și am trecut pe lângă o coloană de 6.000 de siluete care se clătinau, complet emaciate, ajutându-se unii pe alții ... Soldați de-ai noștri pe biciclete au mers alături cu pistoale, toți cei care se prăbușeau erau împușcați și aruncați în șanț”. Trupele Wehrmacht au împușcat civili la cea mai mica bănuială că ar fi avut legături cu  partizanii și au masacrat populația unor întregi sate, despre care bănuiau că i-ar sprijini pe partizani. Omer Bartov scrie în The Eastern Front: 1941-1945 German Troops and the Barbarisation of Warfare (Frontul de Est: 1941-1945 Trupele germane și barbarizarea războiului ) că numeroasele interogatorii ale germanilor au stabilit că soldații sovietici preferau să moară pe câmpul de luptă decât să fie luați prizonieri.
Ideologia rasistă a campaniei, combinată cu „ordinele criminale”, cum ar fi Ordinul Comisarului, a dus la un cerc vicios de violență și crime tot mai grave. Wehrmachtul s-a străduit să „pacifice” populația, dar civilii au participat tot mai activ la lupta partizanilor. În august 1941, Corpul al II-lea a ordonat ca „partizanii să fie spânzurați în public și lăsați spânzurați pentru o anumită perioadă”. Execuțiile publice prin spânzurare au devenit o practică obișnuită. Printre motivele execuțiilor se numărau „hrănirea unui soldat rus”, „ vagabondajul”, „încercarea de evadare” și „pentru că a acordat ajutor partizanilor”. Bartov scrie că populația civilă a fost, de asemenea, dezumanizată, ceea ce a dus la barbarizarea războiului. Faza finală a acestei barbarizări a fost politica „pământului pârjolit” utilizată de Wehrmacht pe măsură ce se retrăgea./

### Participarea la Holocaust
Walter von Reichenau⁠(d) a emis Ordinul Severității în octombrie 1941, care stabilea că scopul esențial al campaniei era distrugerea „sistemului iudeo-bolșevic”. Ordinul a fost descris ca un model de către conducerea Wehrmachtului și transmis mai multor comandanți. Manstein l-a transmis trupelor sale astfel: „Evreul este omul de legătură dintre inamicul și spatele frontului [...] Soldatul trebuie să înțeleagă necesitatea unei măsuri dure împotriva evreilor”. Pentru ca să justifice din punct de vedere operațional uciderea evreilor, aceștia au fost asimilați luptătorilor partizani din rezistență. Printre soldații de rând ai Wehrmachtului exista deja un consens antisemit pe scară largă.

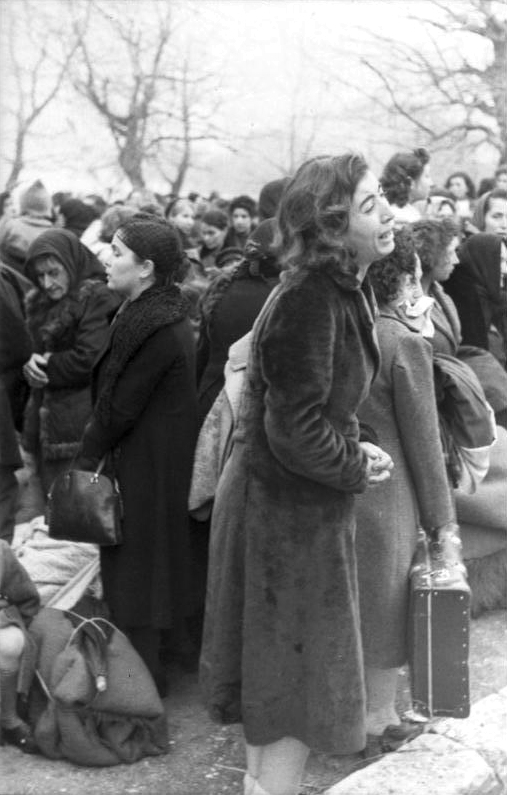
Wehrmacht-ul a aplicat deportarea evreilor romanioți în lagărul de concentrare de la Auschwitz

Grupul de Armate Centru a început masacrarea populației evreiești din prima zi a intrării în luptă. În Białystok, Batalionul de poliție 309 a împușcat mortal un număr mare de evrei pe stradă, apoi a înghesuit sute de evrei într-o sinagogă pe care a incendiat-o. Comandantul zonei militare de ariergardă 553 a înregistrat că 20 000 de evrei au fost uciși de Grupul de Armate Sud în zona sa până în vara anului 1942. În Belorusia, peste jumătate dintre civilii și prizonierii de război uciși, printre care se aflau mulți evrei, au fost executați de unități ale Wehrmachtului.
Istoricul american Waitman Wade Beorn⁠(d), în cartea sa Marching into Darkness (Mărșaluind în întuneric), a examinat rolul Wehrmachtului în Holocaustul din Belarus în 1941 și 1942. Cartea investighează modul în care soldații germani au evoluat de la tentative de omor la „jocuri cu evrei” sadice. El a scris că „vânătoarea de evrei” a devenit o adevărată distracție. Soldații rupeau monotonia serviciului în mediul rural adunând evrei, ducându-i în păduri și eliberându-i pentru a-i împușca când fugeau. Beorn a scris că unitățile individuale ale Wehrmachtului erau recompensate pentru comportamentul brutal și a explicat modul în care acest lucru a creat o cultură a implicării tot mai profunde în politica de genocid a regimului. El a explicat rolul Wehrmachtuluiîn Planul foametei, politica Germaniei Naziste de înfometare a populației din zonele ocupate. El a examinat Conferința de la Mogilev din septembrie 1941, care a marcat o escaladare dramatică a violenței împotriva populației civile. Cartea analizează mai multe formațiuni militare și modul în care acestea au răspuns la ordinele de a comite genocid și alte crime împotriva umanității.
Wehrmachtul a executat prin împușcare în masă evrei în apropiere de Kiev pe 29 și 30 septembrie 1941. La Babi Iar, 33.371 de evrei au fost conduși într-o râpă și împușcați. Unele dintre victime, care au supraviețuit împușcăturilor, au murit în urma îngropării de vii în mormanul de cadavre. În 1942, echipele mobile de ucidere ale SS s-au angajat într-o serie de masacre în colaborare cu Wehrmachtul. Aproximativ 1.300.000 de evrei sovietici au fost uciși.

### Alte surse
- Raptis, Alekos; Tzallas, Thanos (2005). „Deportation of Jews of Ioannina” (PDF). Kehila Kedosha Janina Synagogue and Museum. Arhivat din original (PDF) la 26 februarie 2009.
- Wette, Wolfram (2009). „Mehr als dreitausend Exekutionen. Sachbuch: Die lange umstrittene Geschichte des 'Kommissarbefehls' von 1941 in der deutschen Wehrmacht” [More than three thousand executions. Non-fiction book: The long controversial history of the "Commissar Order" of 1941 in the German Wehrmacht]. Badische Zeitung (în germană). Accesat în 22 decembrie 2016.